# Aphelinus argiope
Aphelinus argiope är en stekelart som beskrevs av Walker 1839. Aphelinus argiope ingår i släktet Aphelinus och familjen växtlussteklar. Arten är reproducerande i Sverige. Inga underarter finns listade i Catalogue of Life.